# Liste der Monuments historiques in Blou
Die Liste der Monuments historiques in Blou führt die Monuments historiques in der französischen Gemeinde Blou auf.

## Liste der Bauwerke
| Bezeichnung       | Beschreibung              | Standort | Kennzeichnung | Schutzstatus | Datum | Bild           |
| ----------------- | ------------------------- | -------- | ------------- | ------------ | ----- | -------------- |
| Kirche Notre-Dame | Erbaut im 16. Jahrhundert | (Lage)   | PA00108976    | Classé       | 1909  | weitere Bilder |

## Liste der Objekte
- Monuments historiques (Objekte) in Blou in der Base Palissy des französischen Kultusministeriums